# Nolan Ross
 (mai 2014).
Si vous disposez d'ouvrages ou d'articles de référence ou si vous connaissez des sites web de qualité traitant du thème abordé ici, merci de compléter l'article en donnant les références utiles à sa vérifiabilité et en les liant à la section « Notes et références ».

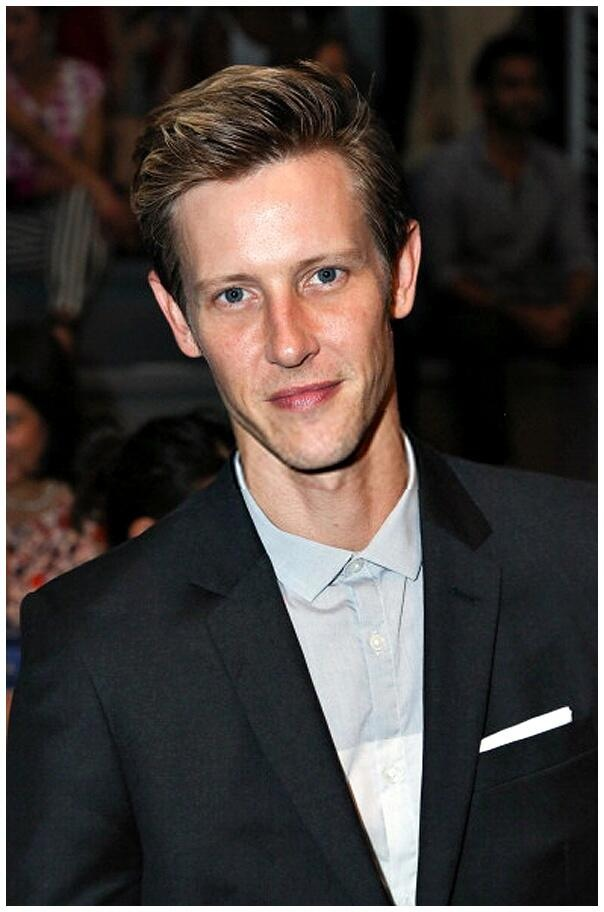
L'interprète de Nolan Ross, Gabriel Mann.

Nolan Ross est un des personnages principaux de la série télévisée américaine Revenge (lancée en 2011). Joué par l'acteur Gabriel Mann, Nolan est un génie de l'informatique, spécialiste en piratage. Il possède sa propre compagnie, Nolcorp. Nolan Ross est le complice d'Emily Thorne (en) dès le pilote. Sa loyauté à l'égard du père d'Emily, David Clarke est sans bornes. Nolan est bisexuel. Il a pour famille une tante du nom de Carole.

## Saison 1
Nolan a recueilli Amanda à sa sortie du centre de détention pour délinquants juvéniles. Il lui avoue qu'avant son arrestation, son père lui avait acheté 49 % des parts de la compagnie de Nolan, Norcorp. Il lui remet également une boîte remplie de petits carnets que David a écrit pour sa fille. Nolan a juré à David qu'il veillerait toujours sur Amanda. Dans la saison 1, Nolan fait tout pour devenir le complice d'Emily, afin de la surveiller et de pouvoir mieux la protéger. Sa propre vie est mise en danger un certain nombre de fois. Nolan tente de faire réaliser à Emily qu'elle doit être en couple avec Jack, son ami d'enfance.